# 不思議的桃子派
《不思議的桃子派》（日語：不思議なピーチパイ），是日本女歌手竹內瑪莉亞的第4張單曲和代表作之一。1980年2月5日發行。

## 簡介
《不思議的桃子派》由加藤和彥和安井一美夫婦創作，被用作資生堂1980年春天的化妝品Campaign形象歌曲。c/w曲《再見的黎明》由竹內親自填詞，山下達郎作曲。
在TBS音樂節目《The Best Ten》最高排行第3名，總共進榜七週，也是《The Best Ten》年終榜的第42名，創下了當時竹內最好的成績。
唱片銷售方面，首次進入Oricon公信榜前十位，最高排行第3位，總銷量達39.2萬張，是1980年度日本單曲銷量第30位。
這首歌推出時，將竹內的知名度和人氣進一步提升，雖然單曲的總銷量在竹內所有作品中並不算很高，但在歷次歌迷投票中，都是最受歡迎的幾首歌之一。

## 收錄曲目
1. 不思議的桃子派（不思議なピーチパイ）
  - 作詞：安井一美；作曲：加藤和彥；編曲：加藤和彥、清水信之

資生堂化妝品'80春 Campaign的廣告歌
2. 再見的黎明（さよならの夜明け）
  - 作詞：竹內瑪莉亞；作曲：山下達郎；編曲：Gene Page